# 2-噻吩甲酸亚铜
2-噻吩甲酸亚铜（又称2-噻吩甲酸铜(I)）是铜和2-噻吩甲酸的配合物，用作芳基卤化物的乌尔曼反应的试剂。